# Overijse
Overijse ist eine belgische Gemeinde mit 25.970 Einwohnern (Stand 1. Januar 2024) in der Provinz Flämisch-Brabant. Sie liegt am Rande des Zonienwaldes im südlichen Teil des Dijlelandes und grenzt an die Hauptstadtregion Brüssel, die flämischen Gemeinden Hoeilaart, Huldenberg und Tervuren, die wallonischen Gemeinden La Hulpe und Rixensart sowie an die wallonische Stadt Wavre. Overijse besteht aus den sechs Ortsteilen Overijse-centrum, Jezus-Eik, Eizer, Terlanen, Tombeek und Maleizen. Durch Overijse fließt der Bach IJse, dem die Gemeinde ihren Namen verdankt. Die Region um Overijse, Hoeilaart und Huldenberg wird auch der Druivenstreek („die Region der Trauben“) genannt. Dies rührt vom traditionellen Anbau von Tafeltrauben her, die vor allem in Gewächshäusern, die auf Flämisch Serren genannt werden, gezüchtet werden. Es ist verbürgt, dass schon Ludwig XIV. sich Tafeltrauben aus Overijse in sein Schloss nach Versailles bringen ließ. Noch heute gibt es im Spätsommer traditionelle Traubenfeste in der Umgebung.

## Geschichte
Overijse wurde im Jahre 832 erstmals urkundlich unter dem Namen Isca erwähnt. Isca ist ein latinisiertes Wort keltischen Ursprungs und bedeutet Wasser.
Zwischen 1001 und 1005 erhielt die Gemeinde erste Rechte von Otto von Niederlothringen, welche den Einwohnern erlaubten, befreit von Zöllen auf dem Brüsseler Markt Getreide zu verkaufen.
Im Jahre 1234 gewährte Heinrich I. von Brabant den Bürgern Overijses Freiheitsrechte, die sie auf eine Stufe mit den Bürgern Brüssels, Wavres und Löwens stellten.
Mit dem Beginn der Regentschaft der Herren von Witthem 1345 begann für Overijse eine Periode des Zerfalls. Negativer Höhepunkt war das Jahr 1488, in dem das Dorf von Truppen des römisch-deutschen Königs Maximilian I. niedergebrannt wurde.
Am 10. Oktober 1677 wurde Overijse auf den Stand eines Fürstentums unter Eugen-Maximilian van Horne gehoben. Die Erben des Fürsten sahen sich im Jahre 1817 gezwungen, das Fürstentum wieder zu verkaufen.
1832 wurde Overijse ein Ehrenabzeichen für das Entsenden von Freiwilligen nach Brüssel während der belgischen Revolution 1830 verliehen.
Im Jahre 1840 erteilte König Leopold I. der Gemeinde die Erlaubnis, ein Wappen tragen zu dürfen.

## Religion
Im Jahr 2015 übernahm die römisch-katholische Ordensgemeinschaft Diener Jesu und Mariens (Servi Jesu et Mariæ, SJM) kirchenrechtlich das alte Kloster Maleizen im gleichnamigen Ortsteil Overijses, wo sie seit Ende 2015 die Privatschule Sint-Ignatius betreibt. Die Schule besitzt eine an staatliche Auflagen gekoppelte, aber keine kirchliche Anerkennung und wird seit Januar 2016 vom flämischen Bildungsministerium überprüft. Von 2015 bis 2016 und erneut 2018 wurden Vorwürfe laut, Kloster und Schule würden durch rechtsextreme und christlich-fundamentalistische Gruppen und Personen genutzt beziehungsweise unterstützt.

## Sehenswürdigkeiten
Bemerkenswert ist das vom Stadtteil Jezus-Eik aus erreichbare Arboretum Tervuren, wo auf 100 Hektar in 40 geographisch gegliederten Parzellen 460 wichtige Baumarten der nördlichen gemäßigten Zonen und der Anden gezeigt werden.

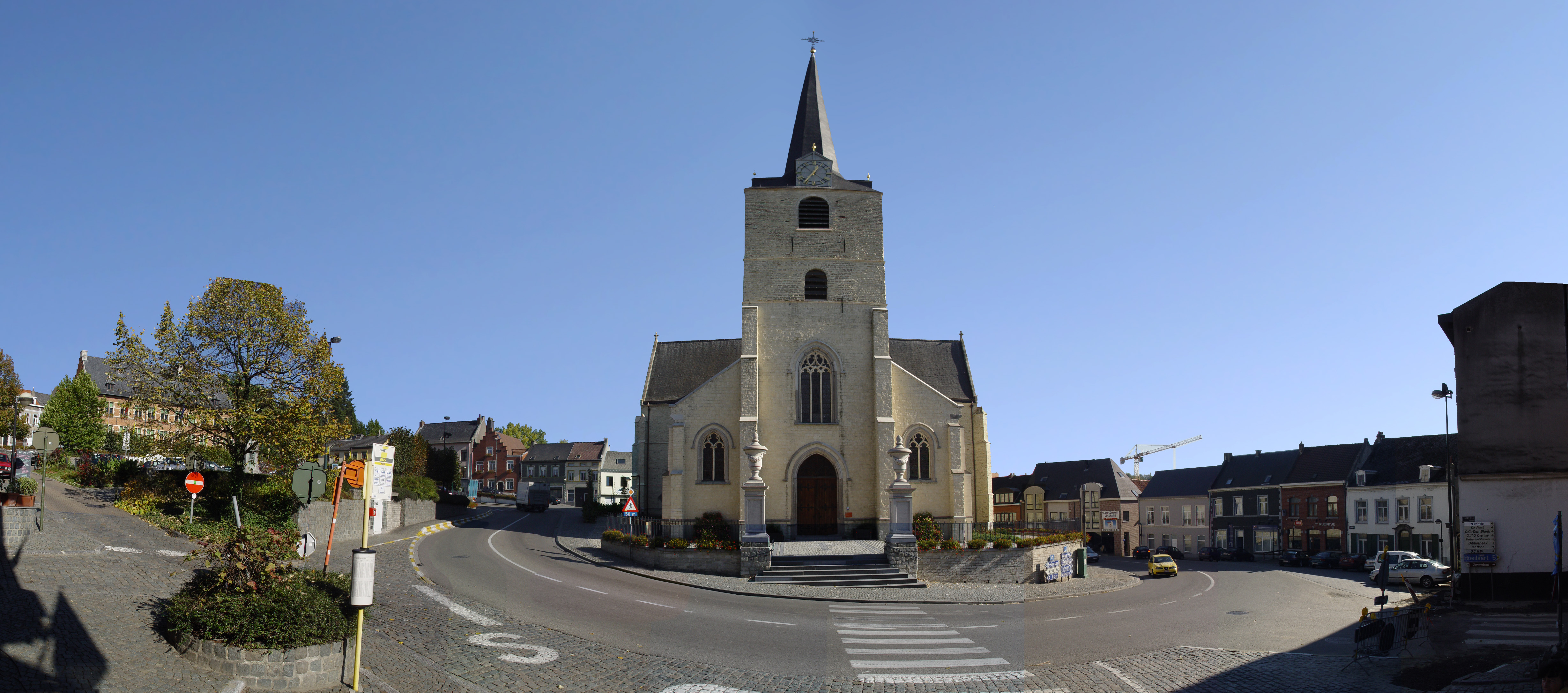
Sankt Martin Kirche in Overijse

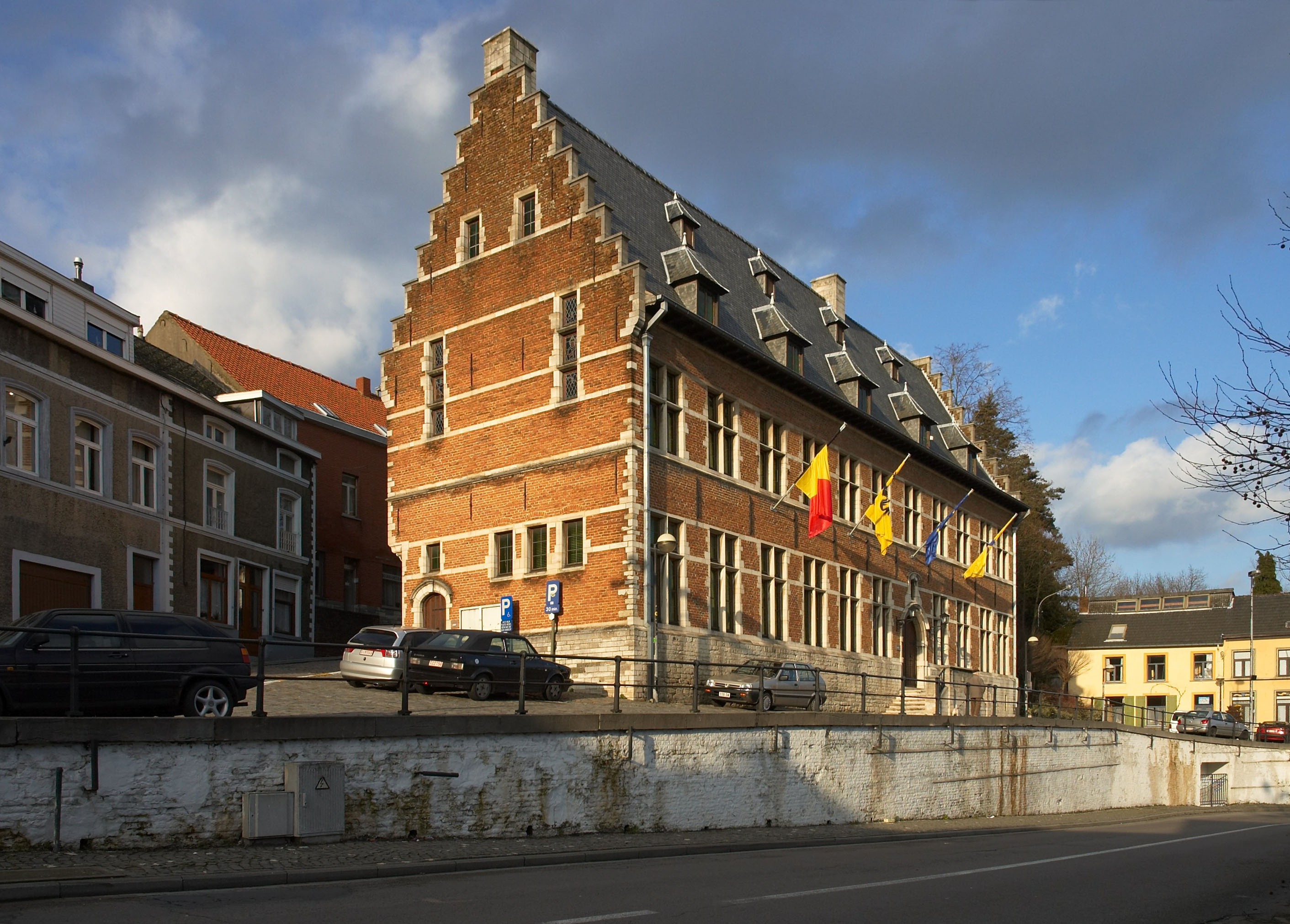
Rathaus der Gemeinde Overijse

## Berühmte Söhne und Töchter
- Justus Lipsius (1547–1606), Philologe und Humanist
- Johan Bakayoko (* 2003), Fußballspieler

## Städtepartnerschaften
- Bacharach in Deutschland seit 1959
- Bruttig-Fankel in Deutschland seit 1958
- Mâcon in Frankreich seit 1960
- Lecco in Italien seit 1980
- Modra in der Slowakei seit 1994